# 人民阵线 (厄瓜多尔)

人民阵线旗帜

人民阵线（西班牙語：Frente Popular，缩写为FP）是厄瓜多尔的一个由社会组织和工会组成的联合组织。该组织成立于1987年，最初旨在反对莱昂·费夫雷斯-科尔德罗政府的政策和工人统一阵线的行动方式。该组织的一些领导人与厄瓜多尔马列主义共产党的政治立场一致。自成立起，该组织就与工人统一阵线、厄瓜多尔原住民族联盟一起参与抗议和动员活动，并与它们组成“社会组织统一集体”。

## 目标和宗旨
人民阵线表示其奋斗目标包括：捍卫民主成果，捍卫工人和人民的工会权利与政治权利；为民众的正当诉求而斗争；反对帝国主义的支配和寡头阶级的剥削；推动社会变革。该组织自我定位为一个高度团结的组织，秉持国际主义精神，与世界各国人民开展团结和友爱的实践。

## 成员
- 教育工作者全国联盟（西班牙语：Unión Nacional de Educadores）
- 厄瓜多尔工人总联盟（英语：General Union of Ecuadorian Workers）
- 厄瓜多尔大学生联合会
- 厄瓜多尔中学生联合会
- 厄瓜多尔革命青年
- 乡村社会安全系统附属机构全国统一联合会
- 厄瓜多尔争取变革妇女联盟
- 厄瓜多尔零售商和自雇工人统一中心
- 厄瓜多尔街区统一联盟
- 联系农民和农业雇工联盟
- 厄瓜多尔人民艺术家全国联盟